# Доленрейнски-Вестфалски имперски окръг
Доленрейнски-Вестфалски имперски окръг или Вестфалски (на немски: Niederrheinisch-Westfälische Reichskreis, през 16 век: Niederländisch-Westfälischer Reichskreis, по-късно само Westfälischer Reichskreis) е един от десетте имперски окръзи на Свещената Римска империя, образувани 1500 г. по време на реформата на империята от Максимилиан I. Центърът е в Дюселдорф Съществува до края на империята.